# 전운상 영정
전운상 영정(田雲祥 影幀)은 충청남도 홍성군에 있는, 조선 후기의 무신인 전운상(1694∼1760) 선생의 초상화이다. 1995년 10월 7일 충청남도의 유형문화재 제147호로 지정되었다.

## 개요
조선 후기의 무신인 전운상(1694∼1760) 선생의 초상화이다. 전운상은 숙종 43년(1717) 24세의 나이로 무과에 급제하였으며 함경도 부사로 있을 때 어진 정치를 베풀어 왕의 표창을 받기도 하였다.
비단 바탕에 채색하여 그린 선생의 초상화는 감색 조복을 입고 의자에 앉아 정면을 바라보고 있는 전신좌상으로, 크기는 가로 88.0cm, 세로 136.5cm이다. 의자에는 호랑이 가죽이 덮혀 있고, 두손은 옷 소매자락 안에 공손히 모아 두었으며, 가죽신을 신고 있는 발은 팔(八)자 모양으로 벌리고 있다. 관복은 호랑이무늬가 있는 흉배를 가슴에 붙이고 그 위에 허리띠를 둘렀다. 얼굴은 붉은색으로 엷게 칠하고 수염은 작은 붓으로 세밀하게 표현하였는데, 눈이 날카롭고 얼굴에 살이 없어 무인의 특징을 잘 담아내었다.
그린 이에 대한 기록은 없지만 한유도(충청남도 유형문화재 제127호)와 그 솜씨가 같아서 한유도를 그렸던 화원 김희겸이 영조 16년(1740)경에 그린 것으로 추정된다. 손상이 없고 보관상태도 양호하다.

## 참고 자료
- 전운상영정 - 국가유산청 국가유산포털